# Глубочок (Хмельницкая область)
Глубочок (укр. Глибочок) — село в Новоушицком районе Хмельницкой области Украины.
Население по переписи 2001 года составляло 487 человек. Почтовый индекс — 32613. Телефонный код — 3847. Занимает площадь 2,243 км². Код КОАТУУ — 6823383502.

## Местный совет
32612, Хмельницкая обл., Новоушицкий р-н, с. Капустяны